# Milford (Pennsylvanie)
Pour les articles homonymes, voir Milford.
Le borough de Milford est le siège du comté de Pike, dans le Commonwealth de Pennsylvanie, aux États-Unis. Sa population s’élevait à 1 021 habitants lors du recensement de 2010, estimée à 979 habitants en 2017.

## Géographie
Milord a une superficie de 1,2 km2, uniquement constituée de terres.

## Source
- (en) Cet article est partiellement ou en totalité issu de l’article de Wikipédia en anglais intitulé « Milford, Pennsylvania » (voir la liste des auteurs).

1. ↑  « Population and Housing Unit Estimates » (consulté le 24 mars 2018)
2. ↑  « Census of Population and Housing », U.S. Census Bureau (consulté le 11 décembre 2013)
3. ↑  « American FactFinder », United States Census Bureau (consulté le 31 janvier 2008)
4. ↑  « Incorporated Places and Minor Civil Divisions Datasets: Subcounty Resident Population Estimates: April 1, 2010 to July 1, 2012 » [archive du 11 juin 2013], sur Population Estimates, U.S. Census Bureau (consulté le 11 décembre 2013)